# Brădești (Dolj)
Brădeşti é uma comuna romena localizada no distrito de Dolj, na região de Oltênia. A comuna possui uma área de 63.06 km² e sua população era de 4586 habitantes segundo o censo de 2007.